# 鄭煤集團
郑州煤炭工业（集团）有限责任公司，简称郑煤集团、以及郑州煤炭工业集团（英語：Zhengzhou Coal Industry (Group) Company Limited），於1958年設立當時為「新密礦務局」，以及「鄭州礦務局」。
董事長為孟中澤。總部位於郑州市中原西路188号。業務在國內經營煤炭、电力、氧化铝、化工、建材、铁路运输、机械制造、宾馆餐飲等。
旗下郑州煤电股份有限公司，在1998年1月7日於上海證券交易所上市。

## 連結
- ZMJT.cn （页面存档备份，存于）